# Milan Mladenović
Milan Mladenović (kyrillisch: Милан Младеновић; * 21. September 1958; † 5. November 1994) war ein Rock-Musiker im ehemaligen Jugoslawien, bekannt als der Frontmann der Art-Rock-Band Ekatarina Velika (EKV). Er war ein bedeutender Rock-Poet für eine ganze Generation.

## Leben
Mladenović wurde in Zagreb geboren, wo sein Vater Offizier der Jugoslawischen Volksarmee war. Als er sechs Jahre alt war, zog die Familie nach Sarajevo, 1970 nach Belgrad.

## Musikalischer Werdegang

### Limunovo Drvo und Šarlo Akrobata
Seine erste Band gründete er mit seinem Schulfreund Gagi Mihajlović; sie hieß Limunovo drvo (Zitronenbaum). Später wurde der Name in Šarlo akrobata geändert. Die musikalischen Einflüsse Mladenovićs zu jener Zeit waren Elvis Costello, Paul Weller und Andy Partridge von XTC.

### Katarina II und Ekatarina Velika
Im Jahr 1981 gründete Mladenović mit seinem Bandkollegen von Limunovo drvo die Band Katarina II. 1982 stieß Margita Stefanović als Keyboarderin hinzu, sowie Bojan Pečar als Bassist und Ivan Vdović Vd. Wegen eines Namenstreits wurde die Band 1985 in Ekatarina Velika umbenannt.
1992 schloss sich Mladenović mit anderen serbischen Musikern zu Rimtutituki, einem Antikriegsprojekt, zusammen. Im Frühjahr 1994 nahm er in Brasilien mit seinem alten Freund Mitar Subotić das Album Angel’s Breath auf.

## Tod
Im August 1994 wurde bei Mladenović ein Pankreaskarzinom diagnostiziert. Er starb am 5. November in Belgrad.

## Diskografie

### Šarlo Akrobata
- 1980: Paket aranžman – mit Električni orgazam und Idoli
- 1981: Bistriji ili tuplji čovek biva kad...

### Katarina II/Ekatarina Velika
- 1984: Katarina II (Album)|Katarina II
- 1985: Ekatarina Velika
- 1986: S’ vetrom uz lice
- 1987: Ljubav
- 1989: Samo par godina za nas
- 1991: Dum Dum
- 1993: Neko nas posmatra

### Angel’s Breath
- 1994: Angel’s Breath